# Населённые пункты Ирландии
Населённые пункты Ирландии делятся на несколько типов городов, посёлки и деревни. Однако у этих понятий нет общепринятых определений.
В Ирландии законом Local Government Act 2001 определены следующие типы городских поселений:
- City (ирл. cathracha, крупный город, сити) — 6 крупнейших городов страны, из которых пять (Дублин, Корк, Лимерик, Уотерфорд и Голуэй) в административном отношении равны графствам (города-графства), шестой (Килкенни) входит в одноимённое графство и в административном отношении близок средним городам (borough); ранее назывались «county boroughs».
- Borough (ирл. buirgeanna, средний город, боро) — четыре самоуправляемых города (Клонмел, Дроэда, Слайго и Уэксфорд), плюс Килкенни, который в зависимости от контекста может быть и боро, и сити; ранее назывались «municipal boroughs».
- Town (ирл.  baile / bailte, малый город, таун) — 75 городов, имеющих собственные городские советы (town council); акт 2001 года объединил в это понятие 26 «традиционных» городов (которые были так определены в Towns Improvement Act 1854 года) и 49 «urban districts», существовавшие с 1898 года. Незадолго до этого 6 «традиционных» городов были лишены своего статуса (Раздел 62 в Local Government Act, 1994[1]): Коллон, Фетард, Ньюкасл-Уэст, Раткил, Роскоммон и Таллоу.

Итого в Ирландии в соответствии с указанным законом 2001 года имеется 85 городов.

## Переписные определения
Для целей переписи населённые пункты Ирландии делятся следующим образом:
- город (town/city) — населённый пункт с официально определёнными границами (legally defined boundaries); включают cities, boroughs и (incorporated) towns;
- переписное поселение (census town) — населённый пункт (кластер из 50 и более заселённых домовладений) без официально определённых границ; census towns, в свою очередь, условно делятся по количеству населения на:
  - (переписной) посёлок (unincorporated towns) — населённый пункт без официально определённых границ (census town) с населением свыше 1 тысячи человек;
  - деревня (village) — населённый пункт без официально определённых границ (census town) с населением менее 1 тысячи человек.

Территория сплошной городской застройки, выходящие за определённые законом границы городов, определяется ЦСУИ как пригородная территория (suburban area) для крупных городов и окрестности (environs) для прочих городов и её население считается отдельно.